# Seven Sudamericano Femenino 2013
El Seven Sudamericano Femenino del 2013 se disputó nuevamente en el Estádio da Gávea de Río de Janeiro y por quinta vez en Brasil. Lo organizaron en conjunto la Confederación Sudamericana de Rugby (CONSUR) y la Confederação Brasileira de Rugby. El equipo campeón fue Brasil que además del título obtuvo el cupo disponible para la Copa del Mundo de Rugby 7 a celebrarse en Moscú ese mismo año.

## Equipos participantes
- Selección femenina de rugby 7 de Argentina (Las Pumas)
- Selección femenina de rugby 7 de Brasil (Las Tupís)
- Selección femenina de rugby 7 de Chile (Las Cóndores)
- Selección femenina de rugby 7 de Colombia (Las Tucanes)
- Selección femenina de rugby 7 de Paraguay (Las Yacarés)
- Selección femenina de rugby 7 de Perú (Las Tumis)
- Selección femenina de rugby 7 de Uruguay (Las Teras)
- Selección femenina de rugby 7 de Venezuela (Las Orquídeas)

## Clasificación

### Grupo A

#### Posiciones
| Pos. | Equipo    | Encuentros | Encuentros | Encuentros | Encuentros | Tantos  | Tantos    | Tantos     | Puntos |
| Pos. | Equipo    | jugados    | ganados    | empatados  | perdidos   | a favor | en contra | diferencia | Puntos |
| ---- | --------- | ---------- | ---------- | ---------- | ---------- | ------- | --------- | ---------- | ------ |
| 1    | Brasil    | 3          | 3          | 0          | 0          | 103     | 12        | + 91       | 9      |
| 2    | Argentina | 3          | 2          | 0          | 1          | 83      | 36        | + 47       | 6      |
| 3    | Chile     | 3          | 1          | 0          | 2          | 50      | 53        | - 3        | 3      |
| 4    | Perú      | 3          | 0          | 0          | 3          | 10      | 145       | - 135      | 0      |

Nota: Se otorgan 3 puntos al equipo que gane un partido, 1 al que empate y 0 al que pierda
|  | Clasificados a Semifinales de Oro |

|  | Clasificados a Semifinales de Bronce |

#### Resultados
| 22 de febrero 10:20 | Brasil | 55 - 0  | Perú | Estádio da Gávea, Río de Janeiro, Brasil |  |
|                     |        | Reporte |      |                                          |  |

| 22 de febrero 11:00 | Argentina | 19 - 12 | Chile | Estádio da Gávea, Río de Janeiro, Brasil |  |
|                     |           | Reporte |       |                                          |  |

| 22 de febrero 13:00 | Brasil | 24 - 12 | Argentina | Estádio da Gávea, Río de Janeiro, Brasil |  |
|                     |        | Reporte |           |                                          |  |

| 22 de febrero 13:40 | Chile | 38 - 10 | Perú | Estádio da Gávea, Río de Janeiro, Brasil |  |
|                     |       | Reporte |      |                                          |  |

| 22 de febrero 15:40 | Brasil | 24 - 0  | Chile | Estádio da Gávea, Río de Janeiro, Brasil |  |
|                     |        | Reporte |       |                                          |  |

| 22 de febrero 16:20 | Argentina | 52 - 0  | Perú | Estádio da Gávea, Río de Janeiro, Brasil |  |
|                     |           | Reporte |      |                                          |  |

### Grupo B

#### Posiciones
| Pos. | Equipo    | Encuentros | Encuentros | Encuentros | Encuentros | Tantos  | Tantos    | Tantos     | Puntos |
| Pos. | Equipo    | jugados    | ganados    | empatados  | perdidos   | a favor | en contra | diferencia | Puntos |
| ---- | --------- | ---------- | ---------- | ---------- | ---------- | ------- | --------- | ---------- | ------ |
| 1    | Uruguay   | 3          | 3          | 0          | 0          | 64      | 5         | + 59       | 9      |
| 2    | Venezuela | 3          | 1          | 1          | 1          | 44      | 29        | + 15       | 4      |
| 3    | Colombia  | 3          | 1          | 1          | 1          | 32      | 25        | + 7        | 4      |
| 4    | Paraguay  | 3          | 0          | 0          | 3          | 0       | 81        | - 81       | 0      |

Nota: Se otorgan 3 puntos al equipo que gane un partido, 1 al que empate y 0 al que pierda
|  | Clasificados a Semifinales de Oro |

|  | Clasificados a Semifinales de Bronce |

#### Resultados
| 22 de febrero 10:40 | Colombia | 22 - 0  | Paraguay | Estádio da Gávea, Río de Janeiro, Brasil |  |
|                     |          | Reporte |          |                                          |  |

| 22 de febrero 11:20 | Uruguay | 19 - 5  | Venezuela | Estádio da Gávea, Río de Janeiro, Brasil |  |
|                     |         | Reporte |           |                                          |  |

| 22 de febrero 13:20 | Colombia | 10 - 10 | Venezuela | Estádio da Gávea, Río de Janeiro, Brasil |  |
|                     |          | Reporte |           |                                          |  |

| 22 de febrero 14:00 | Uruguay | 30 - 0  | Paraguay | Estádio da Gávea, Río de Janeiro, Brasil |  |
|                     |         | Reporte |          |                                          |  |

| 22 de febrero 16:00 | Colombia | 0 - 15  | Uruguay | Estádio da Gávea, Río de Janeiro, Brasil |  |
|                     |          | Reporte |         |                                          |  |

| 22 de febrero 16:40 | Venezuela | 29 - 0  | Paraguay | Estádio da Gávea, Río de Janeiro, Brasil |  |
|                     |           | Reporte |          |                                          |  |

## Play-off

### Semifinales

#### Semifinales de Bronce
| 24 de febrero 10:20 | Chile | 31 - 0  | Paraguay | Estádio da Gávea, Río de Janeiro, Brasil |  |
|                     |       | Reporte |          |                                          |  |

| 24 de febrero 10:40 | Colombia | 19 - 0  | Perú | Estádio da Gávea, Río de Janeiro, Brasil |  |
|                     |          | Reporte |      |                                          |  |

#### Semifinales de Oro
| 24 de febrero 12:20 | Brasil | 34 - 0  | Venezuela | Estádio da Gávea, Río de Janeiro, Brasil |  |
|                     |        | Reporte |           |                                          |  |

| 24 de febrero 12:40 | Uruguay | 7 - 17  | Argentina | Estádio da Gávea, Río de Janeiro, Brasil |  |
|                     |         | Reporte |           |                                          |  |

### Finales

#### 7º puesto
| 24 de febrero 13:40 | Paraguay | 12 - 15 | Perú | Estádio da Gávea, Río de Janeiro, Brasil |  |
|                     |          | Reporte |      |                                          |  |

#### Final de Bronce
| 24 de febrero 14:40 | Chile | 5 - 19  | Colombia | Estádio da Gávea, Río de Janeiro, Brasil |  |
|                     |       | Reporte |          |                                          |  |

#### Final de Plata
| 24 de febrero 15:22 | Venezuela | 5 - 17  | Uruguay | Estádio da Gávea, Río de Janeiro, Brasil |  |
|                     |           | Reporte |         |                                          |  |

#### Final de Oro
| 24 de febrero 16:28 | Brasil | 27 - 14 | Argentina | Estádio da Gávea, Río de Janeiro, Brasil |  |
|                     |        | Reporte |           |                                          |  |

| Bandera de Brasil |
| Campeón Brasil    |
| Noveno título     |

## Posiciones finales
| Posición | Selección |
| -------- | --------- |
| 1        | Brasil    |
| 2        | Argentina |
| 3        | Uruguay   |
| 4        | Venezuela |
| 5        | Colombia  |
| 6        | Chile     |
| 7        | Perú      |
| 8        | Paraguay  |